# 狭山市立入間野中学校
狭山市立入間野中学校（さやましりつ いるまのちゅうがっこう）は、埼玉県狭山市にある公立中学校。

## 沿革
1988年に狭山市立山王中学校,狭山市立東中学校,狭山市立入間中学校と分離し創立。
航空自衛隊入間基地に隣接しているため校舎が全館防音構造になっている。

## 学校教育目標
- 校訓
  - 高く 明るく たくましく
- 学校教育目標
  - 学び続ける生徒を育成する

## 部活動
- 運動系
  - 野球部
  - ソフトテニス部（男女）
  - バスケットボール部（男女）
  - バレーボール部（女子）
  - 卓球部（女子）
  - 陸上部
  - 剣道部
  - サッカー部
- 文化系
  - 吹奏楽部
  - 自然科学・家庭科部

## 通学区域
入間野小学校と南小学校の学区全部（2025年4月1日から）。